# Oreocarya rollinsii
Oreocarya rollinsii är en strävbladig växtart som först beskrevs av Ivan Murray Johnston, och fick sitt nu gällande namn av William Alfred Weber. Oreocarya rollinsii ingår i släktet Oreocarya och familjen strävbladiga växter. Inga underarter finns listade i Catalogue of Life.